# Centaurea affinis
Centaurea affinis — вид квіткових рослин айстрових (Asteraceae). Вид зростає у південній Європі (Румунія, Болгарія, Албанія, Греція, Туреччина в Європі, Македонія, Сербія).